# 塞利恩特冰原島峰
84°42′S 113°24′W / 84.700°S 113.400°W
塞利恩特冰原島峰（英語：Salient Nunatak）是南極洲的冰原島峰，位於瑪麗伯德地，屬於霍利克山脈中俄亥俄山脈的一部分，美國地質調查局根據測量和該國海軍的空中照片繪入地圖，現時由南極條約體系管理。